# Pénélope Bagieu
Pénélope Bagieu (Parigi, 22 gennaio 1982) è una fumettista e illustratrice francese.

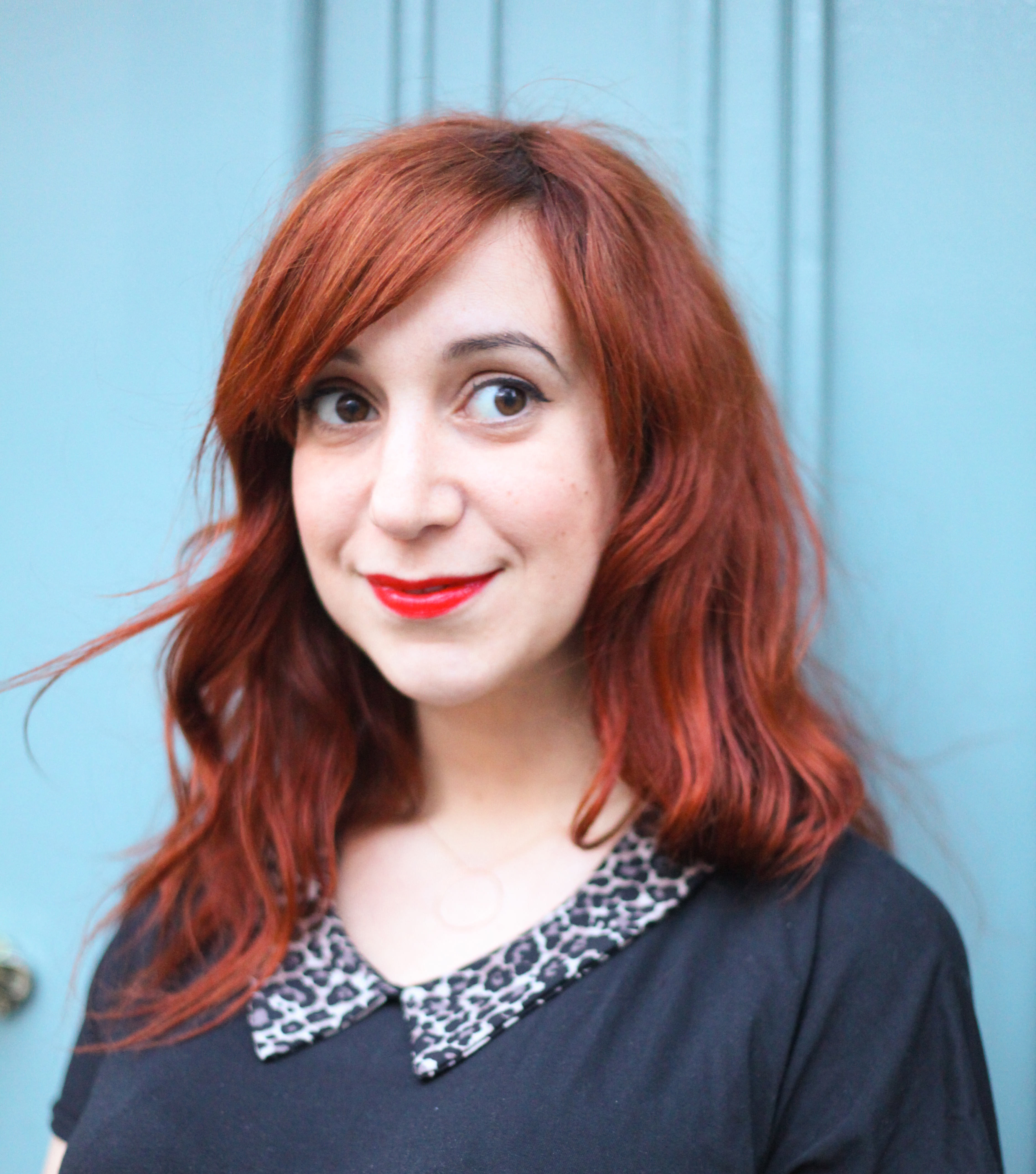
Pénélope Bagieu

È conosciuta per il suo blog, Ma vie est tout à fait fascinante, e il libro Indomite (Culottées). La sua graphic novel di esordio è California Dreamin'.

## Biografia
Penelope Bagieu ha studiato animazione all'École nationale supérieure des Arts Décoratifs di Parigi dove si è laureata nel 2006. Ha poi studiato al Central Saint Martins College of Art & Design. Bagieu fa parte di una rock band dove suona la batteria.

### Carriera
Nel 2006 ha creato un cortometraggio animato intitolato Fini de rire. Ha creato illustrazioni per campagne pubblicitarie, in televisione e su Internet.
Nel 2007 ha creato il blog a fumetti Ma vie est tout à fait fascinante, in cui racconta con ironia episodi della sua vita. Nel settembre 2008 ha pubblicato il primo volume di Josephine, un fumetto commissionato dalla rivista Femina, che ritrae un personaggio femminile. Nel marzo 2008, ha inventato il personaggio Charlotte per lanciare una nuova rivista, Oops, che presenta le avventure di una ragazza sfacciata in prima linea nelle tendenze verbali e di abbigliamento, passando in rassegna gli argomenti salienti del suo quotidiano, tanto vari quanto insoliti.
Nel 2010, ha pubblicato la graphic novel Cadavres exquis per la casa editrice Editions Gallimard. Nel 2012 ha pubblicato La Page blanche, in collaborazione con il fumettista francese Boulet. Nel febbraio 2013, al 40º Festival internazionale del fumetto di Angoulême, è stata nominata Cavaliere delle Arti e delle Lettere dal Ministro della Cultura e della Comunicazione. Il 19 giugno 2013 è uscito il film Joséphine, adattamento del fumetto di Bagieu da parte di Agnès Obadia, con protagonista l'attrice francese Marilou Berry.
Nel settembre 2013 ha pubblicato il primo volume di Stars of the Stars con Joann Sfar. Sfar ha realizzato la sceneggiatura e Bagieu i disegni.
Nel novembre 2013, Penelope Bagieu ha pubblicato un fumetto con lo scopo di avvertire il pubblico dei pericoli della pesca a strascico, invitando successivamente i lettori a firmare una petizione dell'Associazione BLOOM, che ha raccolto centinaia di migliaia di firme.
La graphic novel di esordio, California Dreamin', viene pubblicata nel 2015 da Gallimard e racconta i primi anni della defunta cantante Cass Elliot della nota band The Mamas and the Papas.
Nel 2016, Bagieu ha creato il blog Les Culottées per Le Monde, che è stato trasposto in forma di libro (Indomite in italiano) e pubblicato nel 2018. Sul blog ha creato un fumetto a settimana per 30 settimane. Ciascun fumetto presentava una donna con una storia insolita o stimolante. L'opera è stata pubblicata in francese in due volumi con il sottotitolo Des Femmes Qui ne Font Que ce Qu'elles Veulent (Donne che fanno quello che vogliono). Les Culottées è stato tradotto in 11 lingue e ogni versione è leggermente diversa a causa delle restrizioni locali.
Nel gennaio 2020, ha pubblicato una graphic novel tratta dall'opera Le Streghe, di Roald Dahl, il suo libro preferito d'infanzia.

## Opere
- Un amore di cadavere, Cadavres exquis, Rizzoli, 2010, ISBN 9788817054256.
- La page blanche, Delcourt, 2012, ISBN 9782756026725.
- California Dreamin': Cass Elliot prima di The Mamas & the Papas, California Dreamin', Bao Publishing, 2017, ISBN 9788865436738.
- Indomite - Volume 1, Les Culottées, Bao Publishing, 2019, ISBN 978-8865439920.
- Indomite - Volume 2, Les Culottées,  Bao Publishing, 2019, ISBN 978-8832732153.
- Le streghe, Sacrées sorcières, Magazzini Salani, 2021, ISBN 978-8893679145.

## Premi e riconoscimenti
- 2011:
  - Premio SNCF dell'Angoulême International Comics Festival per Cadavres exquis
  - Premio dBD per Cadavres exquis
- 2013: Chevalier des Arts et des Lettres
- 2018: Premio Harvey del miglior libro europeo per California Dreamin'[19]
- 2019: Eisner Award (migliore edizione statunitense di materiale internazionale) per Indomite